# Ágios Vissaríonas
Ágios Vissaríonas är en ort i Grekland.   Den ligger i prefekturen Trikala och regionen Thessalien, i den centrala delen av landet, 240 km nordväst om huvudstaden Aten. Ágios Vissaríonas ligger 209 meter över havet och antalet invånare är 913.
Terrängen runt Ágios Vissaríonas är varierad. Runt Ágios Vissaríonas är det ganska glesbefolkat, med 47 invånare per kvadratkilometer. Närmaste större samhälle är Trikala, 15,8 km nordost om Ágios Vissaríonas. Trakten runt Ágios Vissaríonas består till största delen av jordbruksmark.